# Abastible
Abastible S.A. es una empresa chilena dedicada a la distribución de gas licuado para uso doméstico, comercial e industrial. Fundada en 1956, es filial del grupo Copec S.A. Actualmente la empresa posee alcance internacional al contar con operaciones en otros países de la costa del Pacífico Sur, participando también en los mercados de Colombia, Perú y Ecuador.

## Historia corporativa
Abastible S.A. fue constituida por escritura pública el 25 de mayo de 1956 en Santiago, y autorizada por decreto público el 16 de febrero del año siguiente. Desde entonces la empresa inició sus actividades de comercialización y distribución de gas licuado, kerosene, petróleo diésel y artefactos para gas licuado en Chile.
En un principio, el gas licuado producido por la empresa era envasado en la planta de llenado de la refinería de ENAP ubicada en Concón, hasta que en 1960 entró en servicio la primera planta de almacenamiento y envasado de cilindros de Abastible, ubicada en la comuna de San Miguel en Santiago.

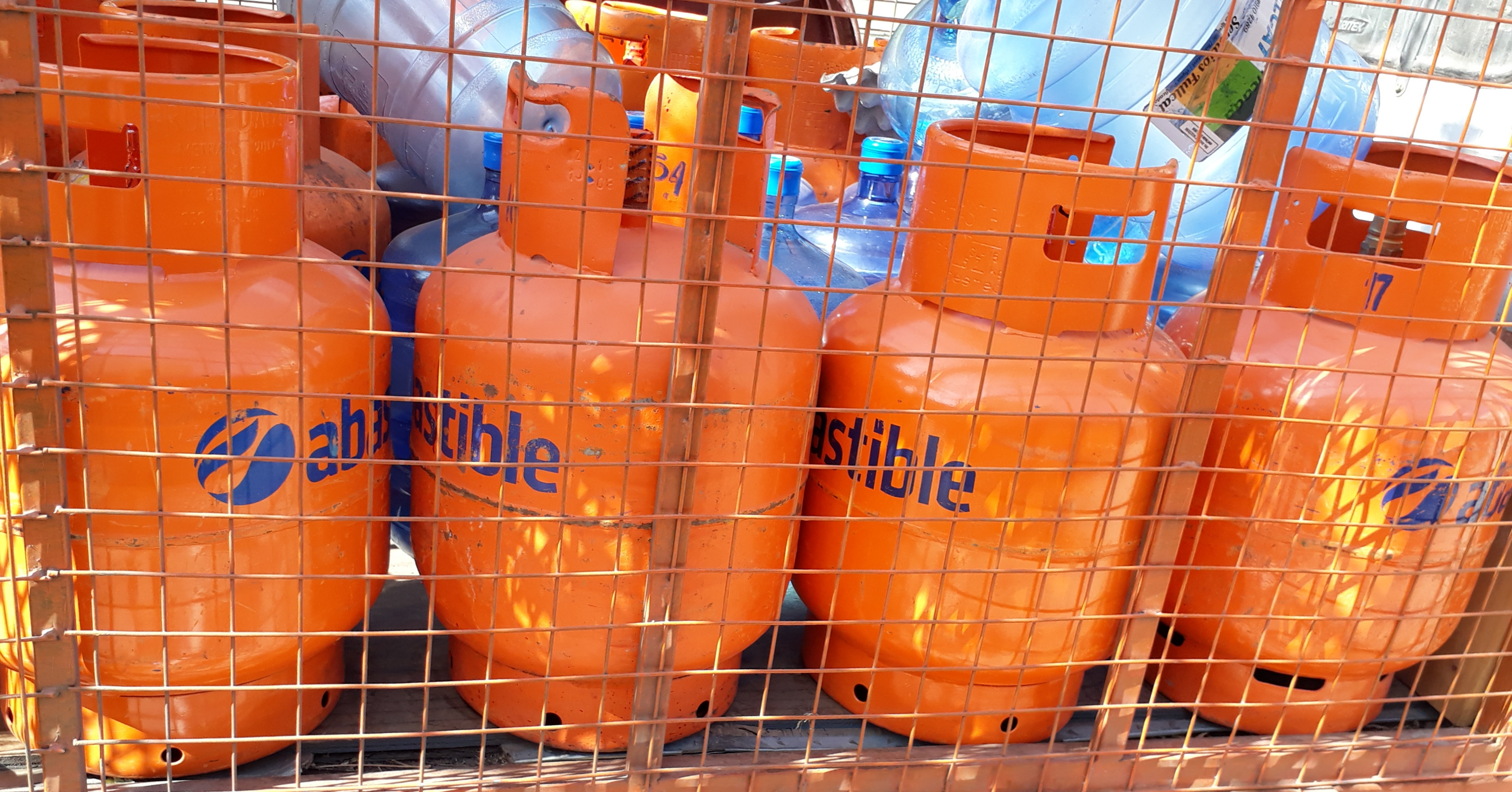
Cilindros de gas licuado de Abastible en un camión de reparto.

En el año 1961, Copec ingresó a la sociedad Abastible como accionista mayoritario.
En 1962, la empresa comenzó a extender sus operaciones desde la Región Metropolitana hacia el sur del país, por medio de diversas sociedades filiales regionales. Al año siguiente entró en servicio la Planta Talca de la empresa, ubicada en la ciudad homónima de la Región del Maule.
En el año 1964 comenzó a funcionar la Planta Maipú de Abastible, ubicada en la comuna del mismo nombre en Santiago, contando ésta con equipos de llenado automático de cilindros. Durante el año siguiente se efectuaron en esta planta conexiones al oleoducto de la Sociedad Nacional de Oleoductos S.A. (Sonacol), lo que permitió el transporte de gas licuado por cañería desde la Refinería Concón.
En 1967, Abastible estableció su planta de distribución Lenga en Talcahuano, Región del Biobío. Diez años después, la empresa amplió su distribución de gas licuado hacia el norte, abarcando la Región de Valparaíso.
Una nueva planta entró en operación en Osorno el año 1993, la cual fue seguida en 1999 por una planta en Concón, y en el 2000 por la Planta El Peñón en Coquimbo.
El año 2004, Abastible adquirió el 29% de la propiedad de Gasmar S.A. y el 12% de la propiedad de Sonacol.
Desde el año 2004 hasta el 2006, fue construido y puesto en funcionamiento el Terminal Marítimo de San Vicente, Región del Bíobío. Este terminar contempló un muelle para la recepción, carga, descarga y transferencia de combustibles y gas licuado, además de una planta de almacenamiento de gas. Durante dicho periodo, en 2005, entró también en operaciones la Planta de Coyhaique en la Región de Aysén.
El año 2009, Abastible inició actividades en el negocio de la energía solar térmica para el calentamiento de agua sanitaria residencial, comercial e industrial. Esta división de productos recibió el nombre de Abastibe Solargas. Ese mismo año, Abastible estuvo entre las empresas con mejor reputación en Chile según el ranking de reputación corporativa realizado por Hill & Knowlton Captiva, La Tercera y Collect GFK.
En 2011, la empresa adquirió el 51% de participación en Colgas, importante empresa del mercado de gas licuado en Colombia. Con este hecho, Abastible inició su proceso de internacionalización.
En 2012, la Planta de Arica de Abastible inició sus operaciones. Durante el año siguiente, Abastible y Gasmar constituyeron, con participaciones iguales, la sociedad Hualpén Gas S.A. dedicada a explotar comercialmente la planta de recepción, almacenamiento y despacho de gases ubicada en la Comuna de Hualpén de la Región del Bíobío.
En 2013, Abastible fue reconocida en el ranking de reputación corporativa como la empresa con mejor reputación en la categoría "Servicios".
El año 2014 Abastible abrió plantas en Antofagasta e Iquique, alcanzando cobertura en todo el territorio chileno. Ese mismo año, la empresa recibió el premio ProCalidad en la categoría "Gas cilindro".
El año 2016, Abastible adquirió las empresas Solgas en Perú y Duragas en Ecuador, ambas filiales de Repsol, y con importante participación en sus respectivos mercados. Con esto, Abastible se convirtió en el tercer mayor distribuidor de gas licuado de petróleo en Sudamérica.
En 2017, la empresa desarrolló la APP Abastible para su servicio en Chile, una aplicación que permite pedir gas a domicilio desde teléfonos inteligentes y tabletas, con cobertura desde Arica a Coyhaique. Además, la empresa estuvo en el lugar número 15 del ranking de empresas con mejor reputación en Chile según los resultados del estudio RepTrack Chile 2017.
Durante 2018, Abastible lanzó nuevas funcionalidades para su aplicación móvil, incluyendo una utilidad que permite hacer seguimiento en tiempo real a los pedidos de granel, un medidor en línea, llamado "Medidor Abastible", que informa sobre el nivel de gas de los cilindros, y una tecnología de telemetría que mide de manera remota el llenado de estanques de granel. La campaña realizada por la compañía en relación con el Medidor Abastible fue premiada con el galardón Effie Bronce en la categoría "Promociones". Además, Abastible obtuvo ese año el lugar 54 del ranking de reputación corporativa Merco, y el tercer lugar en la categoría “Energía y Distribución” en ese mismo ranking.